# Вулканічні луки Серенгеті
Вулканічні луки Серенгеті (ідентифікатор WWF: AT0714) — афротропічний екорегіон тропічних та субтропічних луків, саван і чагарників, розташований на півночі Танзанії.

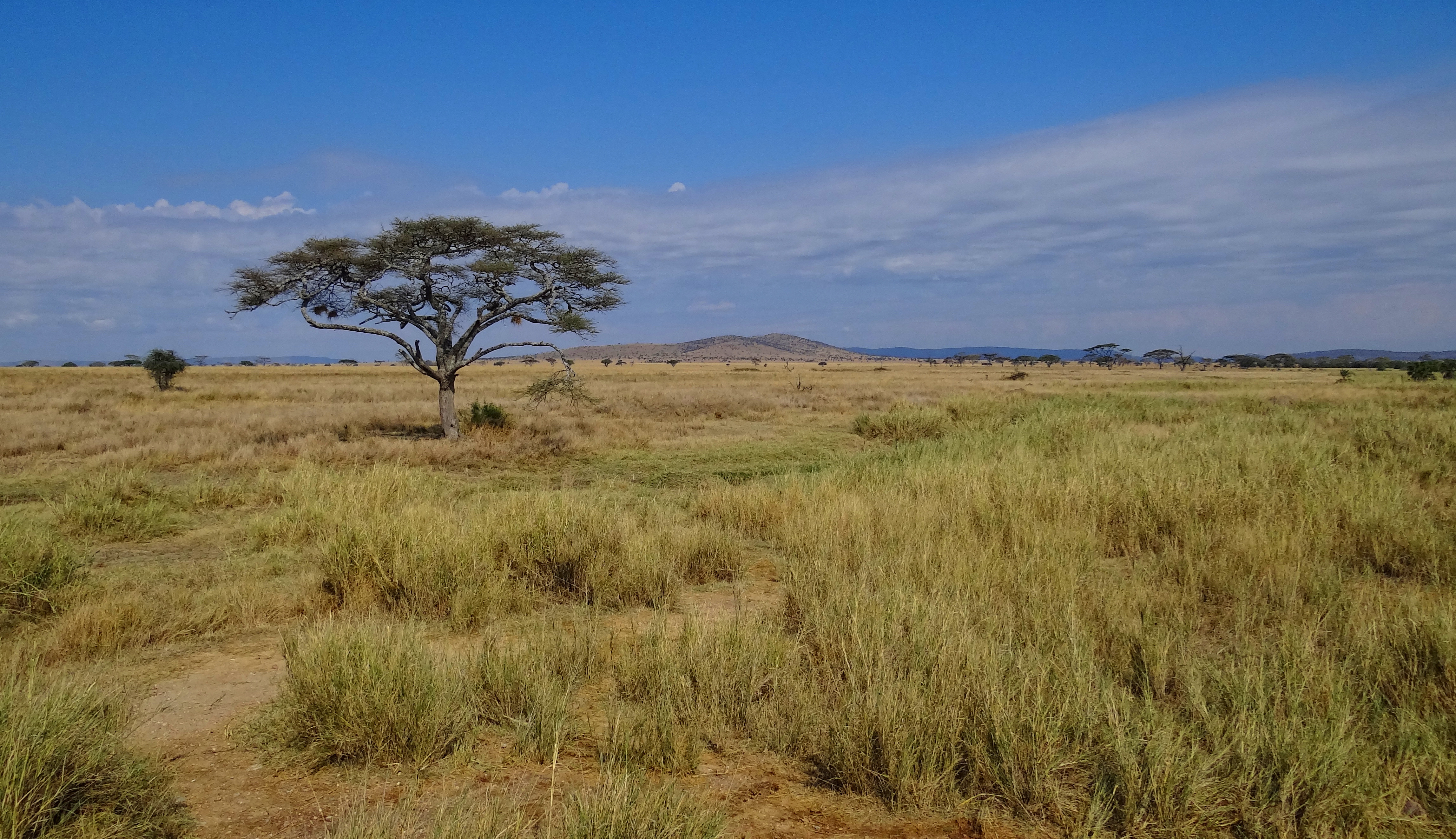
Ландшафт Національного парку Серенгеті

## Географія
Екорегіон вулканічних луків Серенгеті охоплює рівнини Серенгеті, розташовані на півночі Танзанії. Він включає східну частину Національного парку Серенгеті та райони на південь і схід від нагір'я Нґоронґоро.
Пласкі або дещо горбисті рівнини регіону, над якими подекуди підіймаються скелясті інзельберги, сфоромовані докембрійськими породами фундаменту, лежать на висоті від 1438 до 2804 м над рівнем моря. Важливою топографічною особливістю регіону є його ґрунти, материнською породою для яких виступає вулканічний попіл. Виверження нині згаслого вулкану Керімасі, яке відбулося 150 000 років тому, утворило величезну кількість дрібного білувато-сірого попелу, який з часом затвердів, перетворившись на вапняковий туф, і став основою твердих кальцитових ґрунтів (вертісолів). Деякі вулкани Кратерного нагір'я є діючими: у 2007-2008 роках відбулося виверження вулкану Ол-Доїньйо-Ленгаї, який також викинув в повітря маси попелу.

## Клімат
В межах екорегіону переважає гірський субтропічний клімат (Cwb за класифікацією кліматів Кеппена). Щорічно тривають два сезони дощів: тривалий з березня по травень та короткий з листопада по грудень. Середньорічна кількість опадів у Серенгеті коливається від 1050 мм на південному заході до 550 мм на південному сході. Кількість опадів коливається з року в рік, протягом певних років дощі можуть не випадати протягом короткого вологого сезону, або дощі можуть йти в період між двома сезонами дощів, таким чином поєднуючи їх у один довгий сезон. Середня максимальна температура коливається від 24 °C до 27 °C, а середня мінімальна температура — від 15 °C до 21 °C.

## Флора
Основними рослинними угрупованнями екорегіону є низькотравні едафічні луки, по яким місцями розкидані чагарники та поодинокі дерева. На луках переважають різні види рослин, залежно від глибини, стійкості та віку підстилаючого попелу. Серед трав, що домінують на луках регіону, слід відзначити тонколистий гусятник (Eragrostis tenuifolia), перлове просо Меца (Pennisetum mezianum), бородачник Грінвея (Andropogon greenwayi), біле буйволове просо (Panicum coloratum), пальчастий свинорий (Cynodon dactylon), траву Родса (Chloris gayana) великовійчасту пальчатку (Digitaria macroblephara), тритичинкову темеду (Themeda triandra) та різні види спороболуса (Sporobolus spp.), воронячої лапи (Dactyloctenium spp.) і осоки з роду Kyllinga. У періоди сильної посухи луки висихають і стояча рослинність на них практично зникає.

## Фауна
Вулканічні луки Серенгеті є місцем, де відбувається найбільша у світі міграція великих травоїдних ссавців. Хоча розміри їх популяцій коливаються з року в рік, приблизно 1,3 мільйони блакитних гну (Connochaetes taurinus), 200 000 зебр Гранта (Equus quagga boehmi) та 400 000 газелей Томпсона (Eudorcas thomsonii) щороку мігрують між луками Серенгеті та сусіднім екорегіоном південних акацієво-комміфорових чагарників та хащів, а за цими стадами слідують тисячі хижаків. До настання сухого сезону (кінця травня) трави на луках Серенгеті або висохли, або були з'їдені до стерні, а води починає не вистачати. Це спричиняє масштабну міграцію блакитних гну та зебр, а пізніше газелей Томпсона та звичайних канн (Taurotragus oryx pattersonianius) до акацієво-комміфорових саван. На початку вологого сезону ці тварини завершують цикл і повертаються на рівнини Серенгеті.
Серед інших поширених в екорегіоні ссавців слід відзначити саванного слона (Loxodonta africana), африканського буйвола (Syncerus caffer), звичайного бегемота (Hippopotamus amphibius), масайську жирафу (Giraffa tippelskirchi), топі (Damaliscus lunatus jimela), конгоні (Alcelaphus buselaphus cokii), кінську антилопу (Hippotragus equinus), смаглявого коба (Kobus ellipsiprymnus), великого куду (Tragelaphus strepsiceros), імпалу (Aepyceros melampus melampus), газель Гранта (Nanger granti), південного бушбока (Tragelaphus sylvaticus), африканського бородавочника (Phacochoerus africanus massaicus), чагарникову свиню (Potamochoerus larvatus), верветку (Chlorocebus pygerythrus) та павіана-анубіса (Papio anubis). Раніше в екорегіоні також зустрічалися чорні носороги (Diceros bicornis), однак наразі вони збереглися лише на території кратера Нґоронґоро, поблизу кордонів регіону.
Серед великих хижих ссавців, поширених в екорегіоні, слід відзначити лева (Panthera leo), африканського леопарда (Panthera pardus pardus), південноафриканського гепарда (Acinonyx jubatus jubatus), плямисту гієну (Crocuta crocuta), смугасту гієну (Hyaena hyaena) та дуже рідкісну гієнову собаку (Lycaon pictus). Гієнові собаки вимерли у Національному парку Серенгеті у 1991 році, однак в середині 2000-х років вони знову повернулися на луки регіону. Окрім великих хижих ссавців, на луках Серенгеті також зустрічається багато дрібних хижаків — африканських вовків (Canis lupaster), смугастих шакалів (Lupulella adusta), чепрачних шакалів (Lupulella mesomelas), вухатих лисиць (Otocyon megalotis), звичайних каракалів (Caracal caracal), сервалів (Leptailurus serval), степових котів (Felis lybica), медоїдів (Mellivora capensis), африканських цивет (Civettictis civetta) та різноманітних генет і мангустів.
У Національному парку Серенгеті зустрічається понад 700 видів птахів, зокрема близько 70 видів хижих птахів. Серед поширених в екорегіоні птахів слід відзначити масайського страуса (Struthio camelus massaicus), птаха-секретаря (Sagittarius serpentarius), африканську дрохву (Ardeotis kori), рогату цесарку (Numida meleagris), кафрського кромкача (Bucorvus leadbeateri), південного журавля-вінценоса (Balearica regulorum), африканського марабу (Leptoptilos crumenifer), орлана-крикуна (Icthyophaga vocifer), орла-бійця (Polemaetus bellicosus), африканського сипа (Gyps africanus), плямистого сипа (Gyps rueppelli), африканського грифа (Torgos tracheliotos), африканського сокола-крихітку (Polihierax semitorquatus), червонодзьобого ґедзеїда (Buphagus erythrorhynchus), жовтодзьобого ґедзеїда (Buphagus africanus), африканського фірлюка (Mirafra africana), акацієвого ткачика (Ploceus vitellinus) та червонодзьобого алекто (Bubalornis niger). Територія регіону є важливим місцем зимування для європейських популяцій білого лелеки (Ciconia ciconia). 
Серед майже ендемічних представників екорегіону слід відзначити танзанійського турача (Pternistis rufopictus), танзанійського токо (Tockus ruahae), усамбірського барбудо (Trachyphonus usambiro), маскового нерозлучника (Agapornis personatus), нерозлучника Фішера (Agapornis fischeri), сірочубого багдаїса (Prionops poliolophus), рудошию синицю (Melaniparus fringillinus), південного щеврика (Crithagra buchanani), угандійського нікорника (Apalis karamojae), кенійського мерла (Lamprotornis hildebrandti). масайського жайворонка (Alaudala athensis), танзанійського магалі (Histurgops ruficauda), рудоголового ткачика (Ploceus castaneiceps) та кенійського горобця (Passer rufocinctus). 
Серед поширених в регіоні плазунів слід відзначити нільського крокодила (Crocodylus niloticus), кутоватого карликового гекона (Lygodactylus angularis) та майже ендемічного карликового гекона Манна (Lygodactylus manni).

## Збереження
Близько 86,6 % площі екорегіону є заповідними територіями. Природоохоронні території включають: Національний парк Серенгеті, Національний парк озера Маньяра та Природоохоронна територія Нґоронґоро. У 1979 році Природоохоронна територія Нґоронґоро була внесена до списку Світової спадщини ЮНЕСКО, а у 1981 році туди ж був внесений і Національний парк Серенгеті.